# Cody (Nebraska)
Cody és una població dels Estats Units a l'estat de Nebraska. Segons el cens del 2000 tenia 149 habitants.

## Demografia
Segons el cens del 2000, Cody tenia 149 habitants, 66 habitatges, i 45 famílies. La densitat de població era de 55,9 habitants per km².
Dels 66 habitatges en un 30,3% hi vivien nens de menys de 18 anys, en un 48,5% hi vivien parelles casades, en un 18,2% dones solteres, i en un 31,8% no eren unitats familiars. En el 27,3% dels habitatges hi vivien persones soles el 9,1% de les quals corresponia a persones de 65 anys o més que vivien soles. El nombre mitjà de persones vivint en cada habitatge era de 2,26 i el nombre mitjà de persones que vivien en cada família era de 2,71.
Per edats la població es repartia de la següent manera: un 28,2% tenia menys de 18 anys, un 2,7% entre 18 i 24, un 26,2% entre 25 i 44, un 22,1% de 45 a 60 i un 20,8% 65 anys o més.
L'edat mediana era de 42 anys. Per cada 100 dones de 18 o més anys hi havia 75,4 homes.
La renda mediana per habitatge era de 25.357 $ i la renda mediana per família de 31.250 $. Els homes tenien una renda mediana de 23.333 $ mentre que les dones 13.750 $. La renda per capita de la població era de 17.772 $. Aproximadament el 18,2% de les famílies i el 25,3% de la població estaven per davall del llindar de pobresa.

## Poblacions més properes
El següent diagrama mostra les poblacions més properes.